# 舊奧列克西涅齊
49°50′21″N 25°33′14″E / 49.83917°N 25.55389°E
舊奧列克西涅齊（烏克蘭語：Старий Олексинець），是烏克蘭的村落，位於該國西部捷爾諾波爾州，由克列梅涅茨區負責管轄，始建於1430年，面積13.51平方公里，2001年人口983。